# 卡雷尔·施瓦岑贝格
卡雷尔·施瓦岑贝格（1937年12月10日—2023年11月11日)，生于布拉格。是一位捷克政治人物，现任众议员、傳統、責任、繁榮黨领导人，在2010年7月至2013年7月期間担任捷克外长，曾担任参议员。
出身于奥地利贵族施瓦岑贝格家族。2013年1月，他参选捷克总统，最终败于米洛什·泽曼。

## 名字和家庭
卡雷尔·施瓦岑贝格（捷克語發音：[ˈkarɛl ˈʃvartsn̩bɛrk]）Karl Schwarzenberg或Karel Prince of Schwarzenberg，德语：Karl zu Schwarzenberg，卡尔·祖·施瓦岑贝格；德语全名:Karl Johannes Nepomuk Josef Norbert Friedrich Antonius Wratislaw Menas Fürst zu Schwarzenberg, Herzog von Krummau, gefürsteter Graf zu Sulz und Landgraf im Kleggau ，卡尔·约翰内斯·内伯姆克·约瑟夫·诺贝特·弗里德里希·安东尼乌斯·弗拉提斯拉夫·梅纳·祖·施瓦岑贝格亲王·冯·克鲁毛公爵·祖·苏尔茨王领地伯爵和克莱特郜边疆伯爵。也常被称为12th Prince Schwarzenberg (First Majorat) and 7th Prince Schwarzenberg(Second Majorat), Duke of Krummau。
其家族——施瓦岑贝格家族在神圣罗马帝国、奥地利帝国和奥匈帝国时代都地位显赫，封地广阔。卡尔·施瓦岑贝格亲王，出身于家族的幼系，现在是家族族长，被稱卡雷爾七世。他妻子是Therese Hardegg，两人育有三个孩子并且都居住在奥地利。